# 佐賀県議会事件
佐賀県議会事件（さがけんぎかいじけん）とは地方議会の議事進行に関して議員が犯した刑事犯罪における地方議会の自治・自立に関する判例。

## 概要
1954年9月18日午後5時頃、佐賀県が赤字体制を立て直すための人件費削減案に関する県議会の審議を巡り、左派社会党の県議である高橋義男が質問中に保守系議員から審議打ち切りと諸議案の一括採決の緊急動議出され、審議打ち切りの議案が可決されさらに一括採決の議決が行われようとしたために、高橋義男ら革新系県議5人と労組員2人が行った以下の議事妨害について刑事処分を目的に起訴された。
- 安永澤太議長の議長席でマイクを引っ張ったり机をたたいたり、イスを動かすなどの暴行を加えた公務執行妨害罪
- 18日午後5時から翌19日午前0時30分まで県庁貴賓室に安永澤太議長を閉じ込めて、議決は無効だとやり直しを強要した監禁罪及び職務強要罪
- 21日の議会最終日に議会を流会させようと、佐賀県議事堂内の控室で保守系県議15人を30分間閉じ込めた監禁罪

1961年12月12日に佐賀地裁は県議2人（高橋義男、宮崎茂）に一部無罪とした上で懲役4ヶ月執行猶予1年、県議3人（今村益雄、藤井万四郎、柳川善光）に一部無罪とした上で懲役3ヶ月執行猶予1年、八木昇ら労組員2人に無罪の判決を言い渡した。検察と弁護側双方が控訴し、1963年3月23日に県議5人（高橋義男、宮崎茂、今村益雄、藤井万四郎、柳川善光）に懲役4ヶ月執行猶予猶予1年、八木昇ら労組員2人に懲役3ヶ月執行猶予1年の判決を言い渡した。弁護側は上告した。
1967年5月24日に最高裁は「憲法は国会に広い自立権を認め、日本国憲法第51条では発言について免責特権を与えているが、この原則はそのまま地方議会には適用されない。地方議会の自治、自律の権能が認められている範囲内の行為についても、原則的に裁判権はある」として上告を棄却し、7人全員の有罪判決が確定した。なお、労組員だった八木昇は最高裁判決時に現職衆議院議員であったが、執行猶予判決のため国会議員としての身分には影響はなかった。